# Ферросплавы
Ферросплавы — сплавы железа с другими элементами (Cr, Si, Mn, Ti и др.), применяемые главным образом для раскисления и легирования стали (напр., феррохром, ферросилиций). К ферросплавам условно относят также некоторые сплавы, содержащие железо лишь в виде примесей (силикокальций, силикомарганец и др.), и некоторые металлы и неметаллы (Mn, Cr, Si) с минимальным содержанием примесей. Получают из руд или концентратов в электропечах, металлотермическим способом, доменным способом, электролитическим способом, или специальными методами (в плавильных шахтах (горнах)).

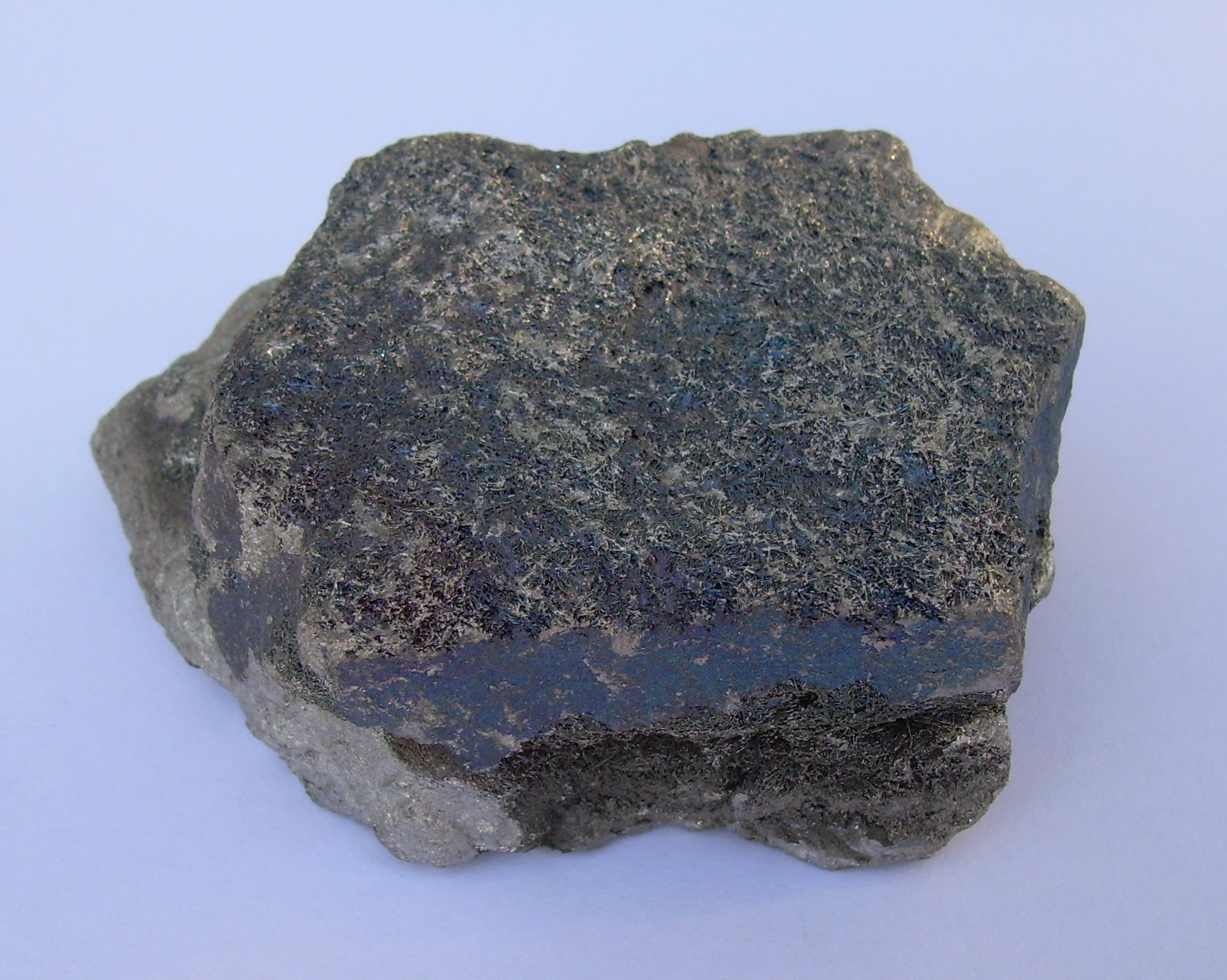
Феррохром
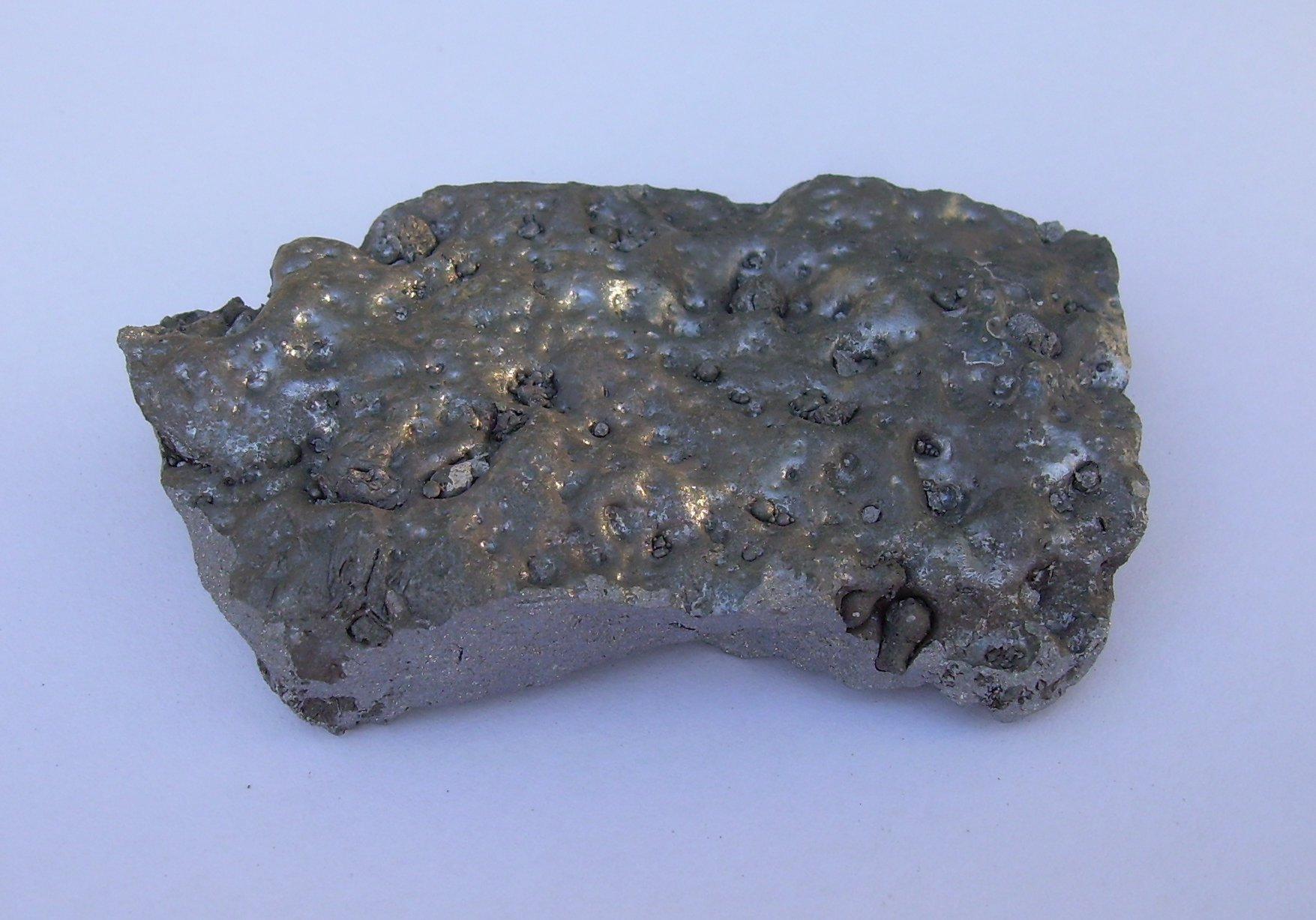
Ферросилиций
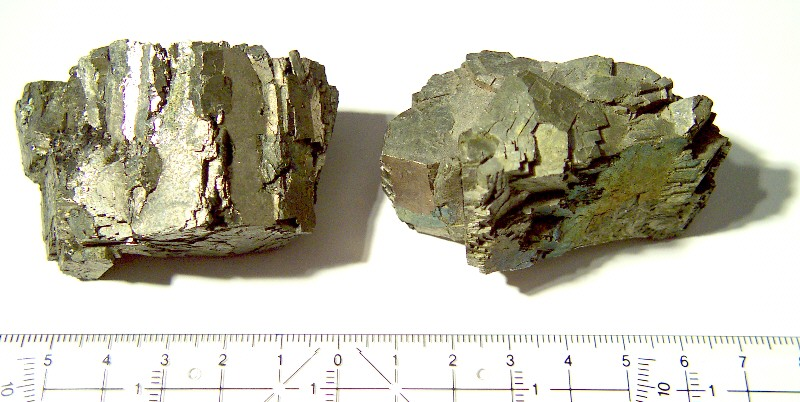
Феррованадий

Как правило, стоимость металла в виде ферросплава ниже, чем стоимость его в чистом виде. Это связано, в частности, с тем, что руда обычно содержит в том или ином виде железо, при переработке переходящее в сплав вместе с основным компонентом, и технологическая схема получения ферросплава оказывается одним из самых коротких и дешёвых путей переработки сырья. В то же время для получения чистого сплава в технологию приходится вводить дополнительные этапы, усложняющие процесс и увеличивающие затраты. При этом получение железистого металла может быть либо полностью исключено либо являться одним из промежуточных этапов, когда получаемый передельный ферросплав перерабатывается на чистый металл.

Динамика мирового производства ферросплавов в доменных (синяя линия) и электросталеплавильных печах (красная линия)

При восстановительной плавке железо, растворяя основной элемент, снижает его активность, понижает температуру плавления сплава.
При легировании и раскислении стали и сплавов использование легирующего элемента в виде ферросплава повышает его усвоение расплавом, снижает угар.
По объёму производства разделяют так называемые «большие» и «малые» ферросплавы.
Большие ферросплавы:
- кремнистые ферросплавы,
- марганцевые ферросплавы,
- хромистые ферросплавы.

Малые ферросплавы:
- ферровольфрам,
- ферромолибден,
- феррованадий,
- сплавы щёлочноземельных металлов,
- феррониобий,
- ферротитан и титансодержащие сплавы,
- ферробор, ферроборал и лигатуры с бором,
- сплавы с алюминием,
- сплавы с редкоземельными металлами,
- ферросилиций,
- ферросиликоцирконий, ферроалюминоцирконий,
- ферроникель и феррокобальт.

Так, например, мировое производство феррохрома в 1989 году составляло (из расчёта на сплав с 60 % хрома) 3,450 млн тонн.
Мировое производство ферроникеля в 2001 году составило 954 тыс. тонн.